# Walter DeLeon
Pour les articles homonymes, voir DeLeon.
Walter DeLeon est un scénariste et acteur américain né le 3 mai 1884 à Oakland, Californie (États-Unis), et mort le 1er août 1947 à Los Angeles (États-Unis).

## Filmographie

### Comme scénariste
- 1921 : School Days
- 1922 : La Fin des fantômes (The Ghost Breaker) de Alfred E. Green
- 1922 : Rags to riches
- 1924 : Born Rich de William Nigh
- 1926 : The Little Giant
- 1929 : What a Day!
- 1929 : The Sophomore
- 1929 : Big News
- 1929 : Red Hot Rhythm
- 1930 : Night Work
- 1930 : Won by a Neck (en)
- 1930 : Big Money
- 1930 : Don't Leave Home
- 1931 : Lonely Wives
- 1931 : Bride and Gloomy
- 1931 : Meet the Wife
- 1931 : A Shotgun Wedding
- 1931 : The Big Gamble
- 1932 : Gare centrale (Union Depot) de Alfred E. Green
- 1932 : A Fool's Advice (en)
- 1932 : Girl Crazy
- 1932 : Make Me a Star
- 1932 : Hold 'Em Jail
- 1932 : Le Président fantôme (The Phantom President)
- 1932 : Si j'avais un million (If I Had a Million)
- 1933 : A Lady's Profession (en)
- 1933 : International House
- 1933 : Her Bodyguard (en)
- 1933 : Tillie et Gus (Tillie and Gus)
- 1934 : Poker party (Six of a Kind)
- 1934 : You're Telling Me!
- 1934 : La Parade du rire (film, 1934) (The Old Fashioned Way)
- 1934 : You Belong to Me
- 1934 : College Rhythm
- 1935 : L'Extravagant M. Ruggles (Ruggles of Red Gap)
- 1935 : The Big Broadcast of 1936
- 1936 : Strike Me Pink
- 1936 : Collegiate
- 1936 : Une princesse à bord (The Princess Comes Across)
- 1936 : Rhythm on the Range
- 1936 : The Big Broadcast of 1937
- 1937 : L'Amour à Waikiki (Waikiki Wedding), de Frank Tuttle
- 1937 : Artistes et Modèles (Artists & Models)
- 1938 : Big Broadcast of 1938 (The Big Broodcast of 1938)
- 1938 : College Swing
- 1939 : Pacific Express (Union Pacific)
- 1939 : Deux bons copains (Zenobia)
- 1939 : Le Mystère de la maison Norman (The Cat and the Canary)
- 1940 : Broadway qui danse (Broadway Melody of 1940)
- 1940 : Le Mystère du château maudit (The Ghost Breakers)
- 1940 : The Man Who Talked Too Much
- 1940 : Tugboat Annie Sails Again
- 1941 : L'Or du ciel (Pot o' Gold)
- 1941 : Birth of the Blues
- 1942 : L'Escadre est au port (The Fleet's In)
- 1943 : Happy Go Lucky
- 1943 : Riding High
- 1944 : Lona la sauvageonne (Rainbow Island)
- 1945 : Délicieusement dangereuse (Delightfully Dangerous)
- 1945 : Un cœur aux enchères (Out of This World)
- 1945 : Épousez-moi, chérie ! (Hold That Blonde!)
- 1946 : Deux nigauds vendeurs (Little Giant)
- 1946 : Deux nigauds dans le manoir hanté (The Time of Their Lives)
- 1953 : Fais-moi peur (Scared Stiff)

### Comme acteur
- 1920 : Democracy: The Vision Restored